# Rinus Michels Award

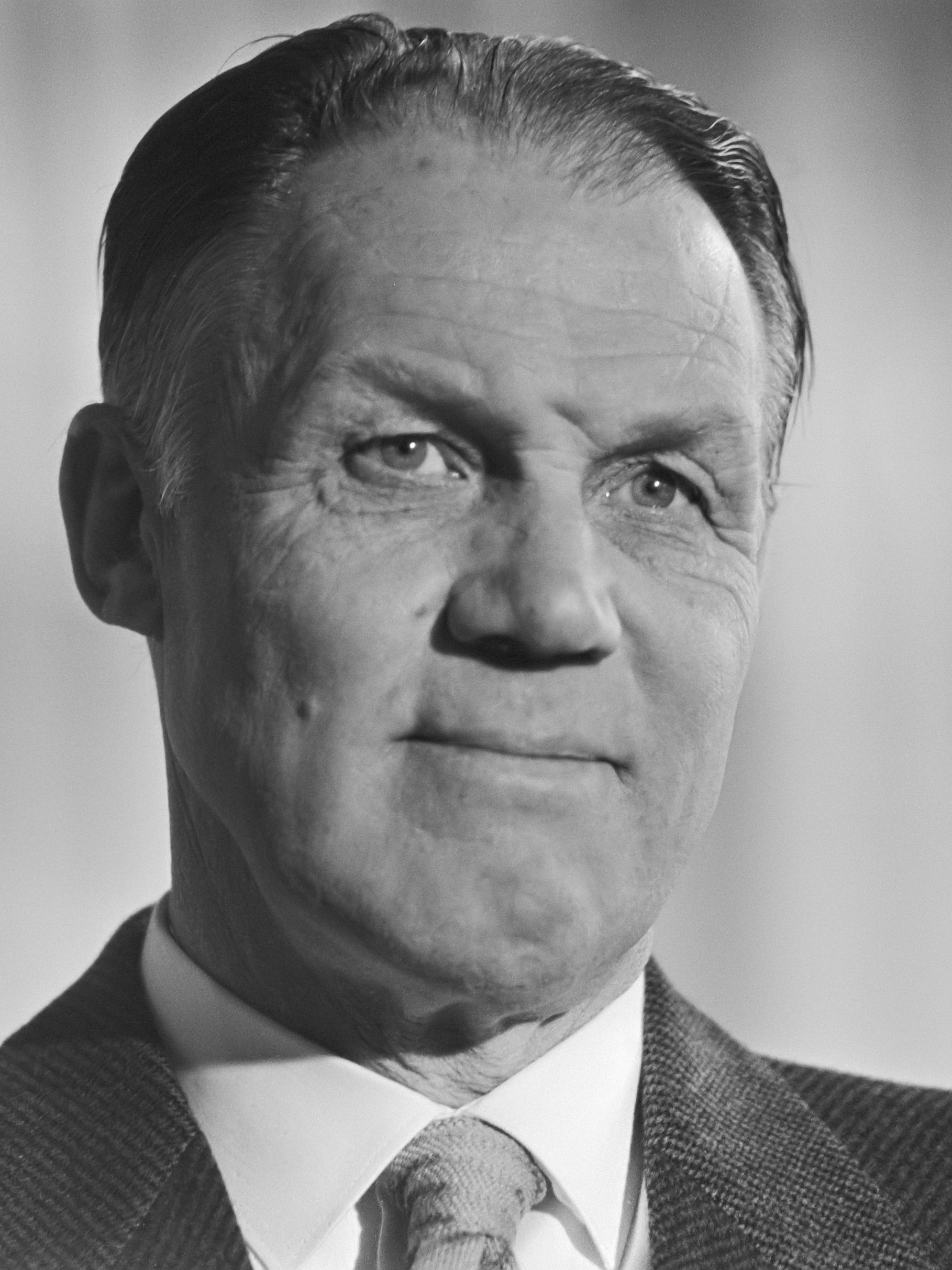
Rinus Michels

Il Rinus Michels Award è un premio annuale del calcio olandese. È riconosciuto ufficialmente dal Congresso degli allenatori olandesi ("Nederlands Trainerscongres"). Il premio prende nome da Rinus Michels, storico allenatore olandese, che fu nominato allenatore del secolo dalla FIFA nel 1999.

## Categorie
- Allenatore professionista dell'anno.
- Allenatore dilettante dell'anno.
- Accademia giovanile professionista dell'anno.
- Accademia giovanile dilettante dell'anno.
- Premio assoluto alla carriera.

## Albo d'oro allenatore professionista dell'anno
| Stagione | Vincitore          | Squadra   |
| -------- | ------------------ | --------- |
| 2003-04  | Co Adriaanse       | AZ        |
| 2004-05  | Guus Hiddink       | PSV       |
| 2005-06  | Guus Hiddink       | PSV       |
| 2006-07  | Louis van Gaal     | AZ        |
| 2007-08  | Fred Rutten        | Twente    |
| 2008-09  | Louis van Gaal     | AZ        |
| 2009-10  | Steve McClaren     | Twente    |
| 2010-11  | Michel Preud'homme | Twente    |
| 2011-12  | Ronald Koeman      | Feyenoord |
| 2012-13  | Frank de Boer      | Ajax      |
| 2013-14  | Frank de Boer      | Ajax      |
| 2014-15  | Phillip Cocu       | PSV       |
| 2015-16  | Erik ten Hag       | Utrecht   |
| 2016-17  | Peter Bosz         | Ajax      |
| 2017-18  | Phillip Cocu       | PSV       |
| 2018-19  | Erik ten Hag       | Ajax      |
| 2020-21  | Erik ten Hag       | Ajax      |
| 2021-22  | Arne Slot          | Feyenoord |
| 2022-23  | Arne Slot          | Feyenoord |
| 2023-24  | Peter Bosz         | PSV       |

## Albo d'oro premio assoluto alla carriera
I seguenti allenatori sono stati premiati del premio assoluto alla carriera per il loro contributo storico:
- Kees Rijvers (2004)
- Piet de Visser (2005)
- Wiel Coerver (2008)
- Foppe de Haan (2009)
- Leo Beenhakker (2010)
- Louis van Gaal (2013)
- Guus Hiddink (2015)
- Dick Advocaat (2021)